# Tetraonyx albomaculata
Tetraonyx albomaculata es una especie de coleóptero de la familia Meloidae.

## Distribución geográfica
Habita en Brasil.